# Фридрих (Хоенцолерн-Хехинген)
Фридрих Херман Ото фон Хоенцолерн-Хехинген (на немски: Friedrich Hermann Otto von Hohenzollern-Hechingen; * 22 юли 1776 в Намюр; † 13 септември 1838 в дворец Линдих при Хехинген, погребан в Хехинген) е предпоследният имперски княз на Хоенцолерн-Хехинген (1810 – 1838). Като офицер на Наполеон Бонапарт той получава тежки наранявания при руския поход 1812 г. Той помага на „швабския поетически кръг“ и въвежда основни промени в княжеството си.
Той е син на княз Херман фон Хоенцолерн-Хехинген (1751 – 1810) и втората му съпруга принцеса Максимилиана Албертина Жана де Гавре (1753 – 1778, Брюксел), дъщеря на принц Франц Йозеф Расе ван Гавре († 1797) и Мари Амур Дезире де Рувероат (1729/1730 - 1804). Баща му Херман фон Хоенцолерн-Хехинген наследява от втората си съпруга един милион франка и се жени трети път на 26 юли 1779 г. в Дагщул/Соетерн за графиня Мария Антония Моника фон Валдбург-Цайл-Вурцах (1753 – 1814).
През 1790 г. той е изпратен да учи в Hohe Karlsschule (Висшето училище на Карл) в Щутгарт и след това в множество университети. Още като млад той е изпращан на важни дипломатически преговори. През 1801 г. баща му го праща в Париж, за да преговаря за получаване на територии заради загубените такива в Нидерландия. Там е запознат с тогавашния консул Наполеон Бонапарт, с неговата съпруга Жозефин дьо Боарне и с външния министър Талейран. През 1803 г. той наистина получава територии.
През 1805 г. съпругата му Паулина се разделя от него, без да се стига до развод. След присъединяването на княжеството в Рейнския съюз 1806 г. Фридрих се бие като офицер за Наполеон. Той първо е адютант на брата на Наполеон Жером Бонапарт. През 1806 г. той завладява крепостта Глогау, по-късно и родния град на съпругата му Заган. През 1809 г. той става адютант на краля на Неапол Жоашен Мюра, който е женен за сестрата на Наполеон Каролина Бонапарт. През похода в Русия 1812 г. той получава тежки наранявания, от които никога не оздравява.

## Фамилия
Фридрих фон Хоенцолерн-Хехинген се жени на 26 февруари 1800 г. в Прага за принцеса Луиза Паулина Мария Бирон фон Курландия, принцеса фон Шлезия-Саган (* 19 февруари 1782, Митау; † 8 януари 1845, Виена), дъщеря на херцог Петер фон Бирон (1724 – 1800) и Доротея фон Медем (1761 – 1821). Те имат един син:
- Фридрих Вилхелм Константин (* 16 февруари 1801 в дворец Заган; † 3 септември 1869 в дворец Полниш Неткау при Грюнберг), последният (девети) и третият суверен княз на Хоенцолерн-Хехинген (1838 – 1849), женен I. на 22 май 1826 г. в Айхщет за принцеса Евгения дьо Боарне (1808 – 1847), дъщеря на Йожен дьо Боарне и принцеса Августа-Амалия Баварска, II. на 13 ноември 1850 г. морганатически брак (развод 1863) за Амалия Шенк фон Гейерн (1832 – 1897).